# مارك سميث (ممثل بريطاني)
مارك سميث (بالإنجليزية: Mark Smith)‏ هو لاعب كمال أجسام وممثل بريطاني، ولد في 30 سبتمبر 1969 في أكتون، لندن في المملكة المتحدة.

## أعمال

### أفلام
- (2016) زوتوبيا[4][5][6]

### مسلسلات
- سينكرونيسيتي

## وصلات خارجية
- الموقع الرسمي
- مارك سميث على موقع IMDb (الإنجليزية)
- مارك سميث على موقع قاعدة بيانات الفيلم (الإنجليزية)